# New York Dolls (альбом)
New York Dolls (рус. Нью-Йоркские куклы) — дебютный студийный альбом американской хард-рок-группы New York Dolls, вышедший в 1973 году на лейбле Mercury Records. Продюсером которого стал Тодд Рандгрен, записавший альбом с группой в Нью-Йорке. Альбом получил статус культового в истории рок-музыки и нередко включается в списки «величайших рок-альбомов всех времён».
Шокирующий имидж и резкая бескомпромиссная музыка альбома стала предтечей глэм-метала и панк-рока как в США, так и в Великобритании.
Также существовала версия, что участники глэм-группы «Kiss» позаимствовали название из песни «Looking for a Kiss» с данного альбома группы.

## История создания
С 1971 по 1972 год группа уже имела солидный опыт выступлений и свою собственную фан-базу, однако менеджеры и продюсеры неохотно работали с группой по причине их вызывающего андрогинного имиджа, принимая «Dolls» за трансвести-музыкантов или вовсе гомосексуалистов (в Нью-Йорке на тот момент ещё процветала гомофобия): музыканты часто переодевались во время выступления, носили обтягивающие кожаные трико, платья и туфли на платформах. Несмотря на это, все музыканты были абсолютными гетеросексуалами. Помимо имиджа, продюсеров раздражало грязное неотёсанное звучание: несмотря на то, что «Dolls» причисляли к глэм-року наряду с Дэвидом Боуи, музыка Dolls имела более тяжёлое звучание. Вокалист Дэвид Йохансен подражал манере пения Мика Джаггера, используя расщепление голоса.
Единственным продюсером, захотевшим работать с группой, был Тодд Рандгрен, который и предложил группе записать и спродюсировать первый альбом на «Mercury Records». Работа над записью альбома предварялась многочисленными спорами, однако в итоге, по мнению Йохансена и гитариста Сильвиана Сильвиана, Рандгрен удачно запечатлел на альбоме звук группы — «так, как они звучали вживую».

## Тематика и музыка песен
Начиная с заглавной композиции альбома «Personality Crisis», в песнях альбомах Йохансен воспевает тему отчуждения, рефлексии и стресса молодго поколения на фоне отношений с противоположным полом. Главный поклонник группы — музыкальный критик Роберт Кристгау писал об альбоме, что музыкантам удавалось передать «удручающее волнение Манхэттэна» и что «они ищут поцелуи на фоне кризиса личности и задаются вопросом, смогут ли сделать это с Франкенштейном». Двусмысленные строчки текстов Йохансена, исполненные хриплым вокалом, дополняются выделяющейся партией лид-гитары Джонни Сандерса — соавтора большинства песен группы.
Песня «Frankenstein» воспринимается многими как шуточная: якобы в песне поётся о том, «можно ли заняться сексом с чудовищем». Однако сам Йохансен утверждал, что лирика песни имеет другой смысл: под «чудовищем» подразумевается сама жизнь Нью-Йорка во всей её «красе», и в тексте затронуты не только отношение к этой жизни, но и отношение молодых людей друг к другу. В таких песнях, как «Subway Train» и «Trash» автор песен, помимо аллюзии на сексуальность, затрагивает тему слоёв населения (слово «Trash» на английском жаргоне может переводиться буквально как «быдло»).
Музыкально группа играла стандартный хард-рок с уклоном в поп-звучание. Песни «Jet Boy», «Subway Train» и «Bad Girl» могут считаться образцом глэм-рока и глэм-панка того времени, а песни «Trash» и «Personality Crisis» стали первыми возможными панк-рок-композициями.

## Критика, наследие и влияние

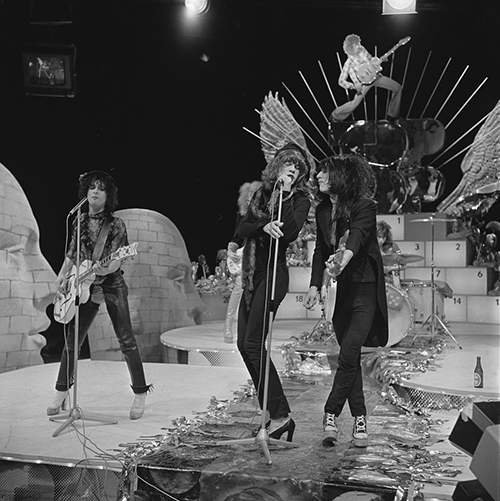
Сильвен Сильвен, Дэвид Йохансен и Джонни Сандерс во время выступления группы на Top Of The Pops в 1973 году.

Альбом получил благожелательные отзывы в прессе, но широкая публика проявила к нему небольшой интерес. Диск занял лишь 116-е место в американских чартах. С целью поправки положения группа отправилась на гастроли по Штатам, но Кэйн не смог тогда играть, поскольку ревнивая подружка Конни Грипп чуть не отрезала ему палец. Тогда пришлось его заменить роуд-менеджеру Питеру Джордану.
Несмотря на скромные продажи, песня из альбома «Personality Crisis» стала очень известной и позволила группе выступить на Top Of The Pops в 1973 году.
Многие критики впоследствии отмечали, что музыка альбома произвела настоящую революцию в рок-музыке: в начале семидесятых годов, когда прогрессивный рок переживал пик своей популярности, Dolls играли традиционный упрощённый хард-рок, зачастую не превышающий длительность более 2-3 минут и придерживающийся последовательности куплетов и припевов.

«Самое главное, что мы сделали для панка, — показали, что играть может каждый!» — говорил вокалист Дэвид Йохансен. Агрессивные, неотёсанные, андрогинные и громкие, они гремели повсюду со своими «Trash» и «Personality Crisis», как сумасшедшие Rolling Stones. Спродюсированный Тоддом Рандгреном альбом источает невероятную развязность, ставшую поводом для панк-импресарио Малькольма Макларена стать их менеджером до того, как стать менеджером Sex Pistols.— перевод рецензии с Rolling Stone
Альбом оказал сильное влияние на только зарождавшийся тогда панк-рок. В 2016 году журнал Rolling Stone присудил альбому 15 место в списке «40 величайших панк-альбомов всех времен», отмечая как один из наиболее влиятельных альбомов в истории панк-музыки. Журнал Rolling Stone писал в 2020 году, что «нынче сложно представить Ramones или Replacements и ещё тысячу подобных грязных наркоманских коллективов без участия и влияния Dolls».
По состоянию на 2020 год, альбом занимает 301-е место в списке в списке «500 величайших альбомов всех времён» по версии журнала Rolling Stone.

## Список композиций
| №  | Название               | Автор(ы)                       | Длительность |
| -- | ---------------------- | ------------------------------ | ------------ |
| 1. | «Personality Crisis»   | Дэвид Йохансен, Джонни Сандерс | 3:43         |
| 2. | «Looking for a Kiss»   | Йохансен                       | 3:20         |
| 3. | «Vietnamese Baby»      | Йохансен                       | 3:39         |
| 4. | «Lonely Planet Boy»    | Йохансен                       | 4:10         |
| 5. | «Frankenstein (Orig.)» | Йохансен, Сильвен Сильвен      | 6:00         |

| №   | Название        | Автор(ы)             | Длительность |
| --- | --------------- | -------------------- | ------------ |
| 6.  | «Trash»         | Йохансен, Сильвен    | 3:09         |
| 7.  | «Bad Girl»      | Йохансен, Сандерс    | 3:05         |
| 8.  | «Subway Train»  | Йохансен, Сандерс    | 4:22         |
| 9.  | «Pills»         | Бо Диддли            | 2:49         |
| 10. | «Private World» | Йохансен, Артур Кейн | 3:40         |
| 11. | «Jet Boy»       | Йохансен, Сандерс    | 4:40         |

## Участники записи
- Дэвид Йохансен (англ. David Johansen) — вокал, гонг, губная гармоника
- Джонни Сандерс (англ. Johnny Thunders) — гитара, вокал
- Сильвен Сильвен (англ. Sylvain Sylvain) — гитара, вокал, пианино
- Артур Кейн (англ. Arthur Kane) — бас-гитара
- Джерри Нолан (англ. Jerry Nolan) — ударные

приглашённые музыканты
- Тодд Рандгрен — пианино, муг-синтезатор клавишные, синтезатор
- Бадди Баузер — саксофон
- Алекс Спиропулос — пианино